# Manlio Argueta

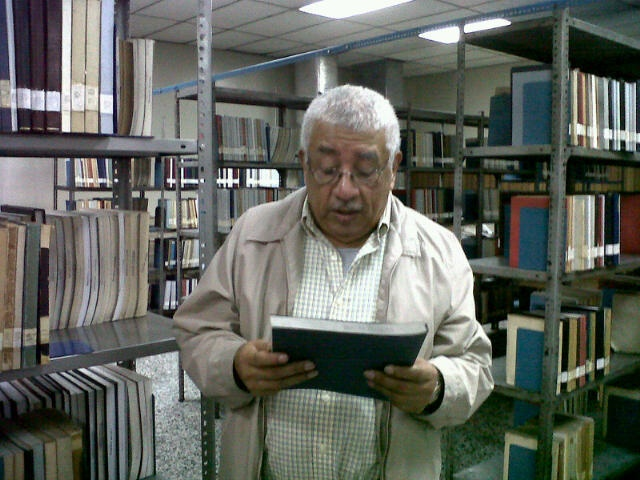
Manlio Argueta, 2019

Manlio Argueta (* 24. November 1935 San Miguel/El Salvador) ist ein salvadorianischer Schriftsteller, Dichter, Literaturwissenschaftler und Universitätsdozent.
Er ist Teil der sogenannten Generación comprometida, einer literarischen Gruppe, die von Italo López Vallecillos (1932–1986) zusammen mit Roque Dalton (1935–1975), Álvaro Menen Desleal (1931–2000), Waldo Chávez Velasco (* 1932), Irma Lanzas (* 1933), Orlando Fresedo (* 1932), Mercedes Durand (1932–1998), Ricardo Bogrand (* 1930) und Mauricio de la Selva gegründet wurde.
Aufgrund der politischen Situation in El Salvador war Argueta gezwungen, von 1972 bis 1993 im Exil in Costa Rica zu leben. Aktuell (2015) ist er Leiter der Nationalbibliothek.

## Werke
- El Valle de las Hamacas, 1969, Premio Único Consejo Superior Universitario Centroamericano (CSUCA), Costa Rica, Erstveröffentlichung Buenos Aires 1970.

- Caperucita en la zona roja (Rotkäppchen im Rotlichtbezirk), Premio Latinoamericano de novela, Casa de las Américas 1978. Eine englische Übersetzung erschien unter dem Titel Little red riding hood in the red light district, Curbstone Press, Connecticut, USA, 1999.

- Un día en la vida, 1980, wurde in 15 Sprachen übersetzt; die deutsche Fassung erschien im Peter Hammer Verlag 1983 unter dem Titel Tage des Alptraums. Roman aus El Salvador (Schriftenreihe Dialog Dritte Welt Band 12, ISBN 3-87294-211-5, 2. Aufl. ebenda 1984 ISBN 3-87294-211-5). Das Werk gilt als eine der wichtigsten spanischsprachigen Romane des 20. Jahrhunderts.

- Cuzcatlán donde bate la Mar del Sur wurde auch ins Englische und Deutsche (Cuzcatlán. Am Meer des Südens, Schmetterling 1999) übersetzt. Die Dokumentarfilmerin Jane Ryder produzierte 1989 die Dokumentation Cuzcatlán Stories, der in verschiedenen Sprachen von europäischen Fernsehsendern ausgestrahlt wurde.

- Milagro de la Paz, englische Übersetzung  A Place Called Milagro, 2000.

- Siglo de O(g)ro, Depto. de Publicaciones de CONCULTURA, San Salvador, 2000. Die englische Übersetzung trägt den Titel Once upon a time (Bomb).

- Poesía Completa de Manlio Argueta, Editorial Hispamérica, Universidad de Maryland.

- Los Poetas del Mal, Publikation angekündigt.

- El Sexto Muro, bislang unveröffentlicht, Premio fundación Guggenheim de Nueva York.

- Franciscana, bislang unveröffentlicht.

- Operation Möwe mit blauen Augen (Operación Gaviota de ojos azules), in: Carlos Rincón (Hg.): Erkundungen. 50 Erzähler aus Mittelamerika, Berlín (Verlag Volk und Welt) 1988, S. 322–325.